# Medalla Presidencial de la Llibertat
La Medalla Presidencial de la Llibertat (Presidential Medal of Freedom) és una condecoració atorgada pel President dels Estats Units que, amb la Medalla del Congrés dels Estats Units (Congressional Gold Medal), es concedeix anualment en un acte al Congrés dels Estats Units. Es tracta de la més alta condecoració civil que hi ha als Estats Units. Reconeix individus que han fet contribucions especials a la seguretat o interessos nacionals dels Estats Units... («an especially meritorious contribution to the security or national interests of the United States, world peace, cultural or other significant public or private endeavors»). El premi no està limitat als ciutadans dels Estats Units i també pot ser concedit als militars.
El seu origen el va establir el president Harry S. Truman el 1945 per honorar serveis civils durant la Segona Guerra Mundial. Va ser tornada a utilitzar per John F. Kennedy el 1963.

## Insígnia

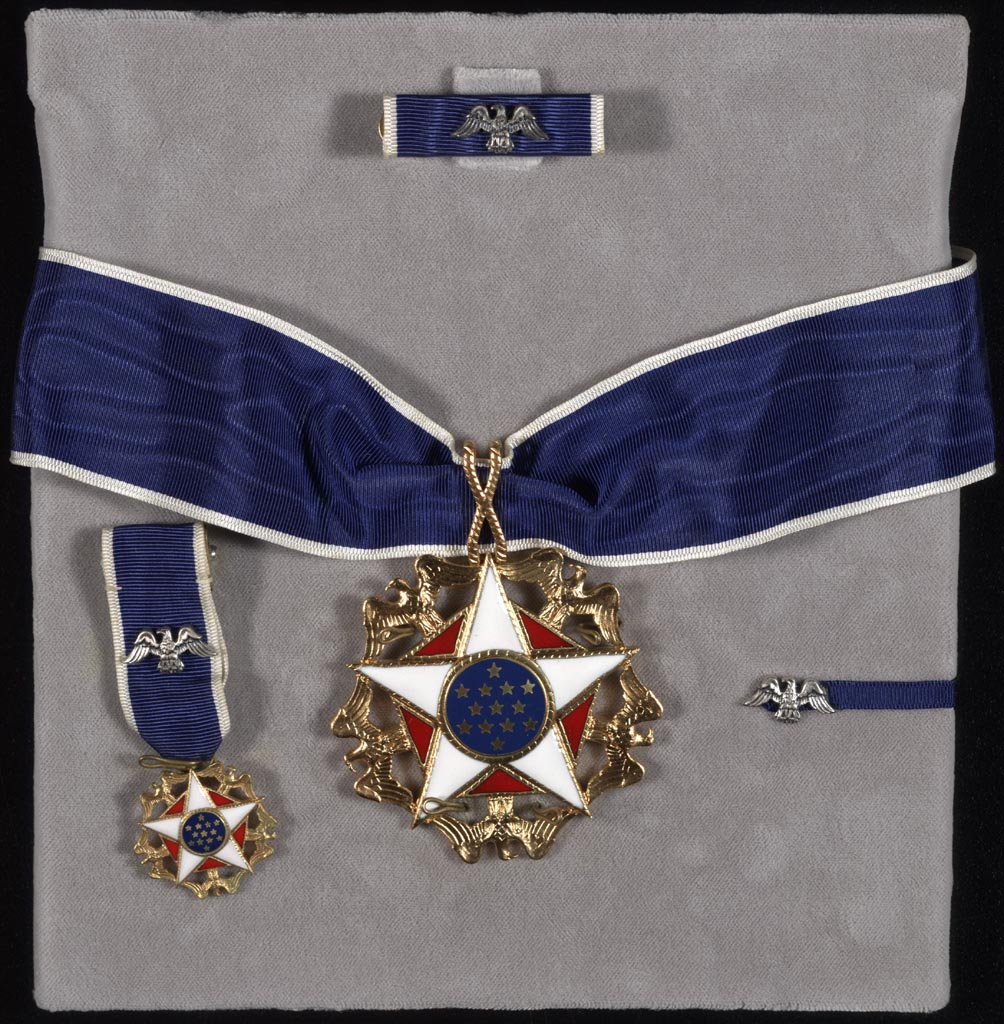
Medalla i accessoris, incloent el galó informal, la miniatura i la insígnia per la solapa.

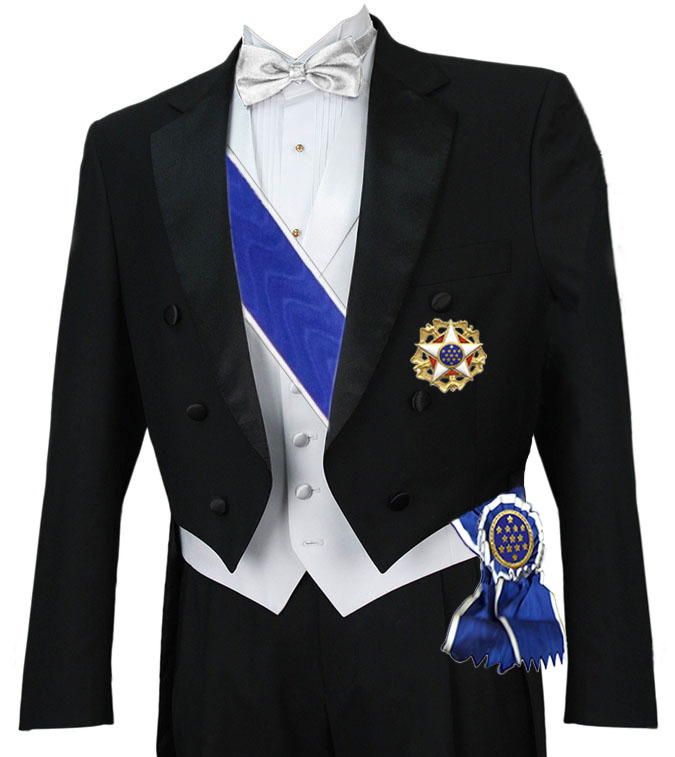
Representació gràfica de la Medalla Presidencial de la Llibertat amb Distinció

La insígnia de la Medalla Presidencial de la Llibertat té forma d'una estrella daurada amb esmalt blanc, amb un pentàgon d'esmalt vermell a sota; el disc central té 13 estrelles d'or sobre un fons d'esmalt blau (pres del Gran Segell dels Estats Units) sobre un anell d'or. Entre les puntes de l'estrella hi ha l'àliga calba dels Estats Units amb les ales obertes. Es llueix penjant del coll mitjançant un galó blau amb les vores blanques.
Existeix un grau especial de la medalla, coneguda com la Medalla Presidencial de la Llibertat amb Distinció (Presidential Medal of Freedom with Distinction), en la qual el mateix model de la medalla, però més gran, es llueix com estrella a l'esquerra del pit, juntament amb una banda que penja sobre l'espatlla dreta, amb una roseta (blava amb les puntes blanques, amb el disc central de la medalla al centre) situat a l'esquerra de la cintura.
Ambdues medalles poden lluir-se en miniatura sobre un galó a l'esquerra del pit, amb un Àliga Calba americana amb les ales obertes platejada sobre el galó (o daurada quan és Amb Distinció). A més, la medalla és acompanyada pel galó per lluir sobre l'uniforme militar, una medalla en miniatura per portar sobre la roba formal i un pin per portar sobre la roba civil.